# Tom Hodgkinson
Tom Hodgkinson (né en 1968) est un écrivain et essayiste libertaire britannique,.
Il est le rédacteur en chef de la revue The Idler (1993) (en) (L'Oisif), fondée en 1993 avec son ami Gavin Pretor-Pinney.

## Biographie
Il étudie à la Westminster School.
En tant que journaliste indépendant ou chroniqueur, il collabore à plusieurs titres de la presse britannique tels que The Sunday Telegraph, The Guardian et The Sunday Times.
En 1993, il fonde avec son ami Gavin Pretor-Pinney la revue The Idler (1993) (en) (L'Oisif).

### Positions critiques
- « Les gens qui se lèvent tôt ne sont ni en bonne santé, ni riches, ni sages. Ils sont souvent malades, pauvres et irréfléchis. Ils servent ceux qui se lèvent tard. »[3],[4].

- Pour Hodgkinson, la paresse est le ressort d'une indispensable rébellion face à l'emprise délirante du capitalisme sur nos existences[5].

- Hodgkinson, en bon utilitariste pragmatique britannique, ne cherche pas à changer le monde, seulement sa vie quotidienne. Il ne croit pas à la lutte des classes, n'attend rien des autorités et de leur paternalisme et préfère les gens aux marchandises. Ce qui le conduit à résumer son credo politique ainsi : « Ma quête de liberté me conduit à me définir plutôt comme un anarchiste. L'anarchie, cela veut dire que des individus passent des accords entre eux et non avec l'État. Elle présuppose que les gens sont bons et qu'on devrait leur fiche la paix, contrairement à la vision puritaine selon laquelle nous serions tous mauvais et aurions donc tous besoin d'être contrôlés par une autorité. »[6]

- Se référant à Rousseau et à D. H. Lawrence, il défend l'idée d'un Idle Parenting (parents oisifs) à travers ses livres[7] et publications destinées au grand public[8].

## Publications

### Presse
- The Idler (1993) (en).

### Ouvrages
- How To Be Idle, 2005.
- How To Be Free, 2006.
- The Freedom Manifesto: How to Free Yourself from Anxiety, Fear, Mortgages, Money, Guilt, Debt, Government, Boredom, Supermarkets, Bills, Melancholy, Pain, Depression, Work, and Waste, 2007.
- The Idle Parent : Why Less Means More When Raising Kids, Penguin, 2009.
- Brave Old World, 2011.
- The Ukulele Handbook, 2013; co-écrit avec Gavin Pretor-Pinney)

### Publications traduites en français
- L'art d'être libre : dans un monde absurde [« How To Be Free »]  (trad. de l'anglais), Paris, Les liens qui libèrent, 2017, 333 p. (ISBN 979-10-209-0520-8),  préface de Pierre Rabhi, présentation éditeur.
- L'art d'être oisif dans un monde de dingue [« How To Be Idle »]  (trad. de l'anglais), Paris, Les liens qui libèrent, 2018, 336 p. (ISBN 979-10-209-0651-9), présentation éditeur, extrait en ligne..

### Filmographie
- Tom Hodgkinson : pour vivre heureux, vivons oisifs !, L'Obs, 13 octobre 2018, voir en ligne.